# Frumușani (gmina)
Frumușani – gmina w Rumunii, w okręgu Călărași. Obejmuje miejscowości Frumușani, Orăști, Pasărea, Pădurișu, Pițigaia i Postăvari. W 2011 roku liczyła 5859 mieszkańców. 